# ギャラクシアン3
『ギャラクシアン3』 （Galaxian3）は、ナムコ（後のバンダイナムコアミューズメント）が開発した遊園地・テーマパーク向けゲームアトラクション。ジャンル的には宇宙の様々な敵性存在と戦う3DCGガンシューティングゲーム。プレイヤーたちはUGSFの一員として重戦闘艇ドラグーンに乗り、人類を脅かす機械生命体を駆逐することを目的とする。
同時参加できる最大プレイヤー数によっていくつかのバージョンがが存在するが、最低でも6人以上（CPUによるNPC含む）でプレイするように作られており、画面の覆う視角の広さにより高い臨場感がある。家庭用ゲーム機へも、ソロプレイを主眼にするなど、ある程度アレンジされる形で何度か移植版が作られている。
ナムコ時代から単発的にリリースされていた、宇宙を舞台としたSF要素の強いゲーム作品群を社名が「バンダイナムコエンターテインメント」時代に「UGSFシリーズ」として統合された際、本作も作品の一つに加えられている。
本来、稼動には専用の施設が必要とされ、設置場所の問題があるため家庭用への移植版以外はプレイするための機会が非常に制限されている。これに加えて経年劣化の影響で、現在国内で常態的にプレイできる場所はほぼ無い（「#今後も稼働を維持するにあたっての問題点」を参照）。

## 種類

### 28人版（GH-28） - PROJECT DRAGOON（プロジェクト・ドラグーン）
28人版（GH-28）は、円筒形のスクリーンを内側から観る形でプレイヤーが同心円状に並んで着座、プレイヤーの背後上方から16台の3管式120インチプロジェクターによってスクリーン全周に継ぎ目のないゲーム画面が投影され、プレイヤーの乗ったフロア全体が映像の変化に合わせて油圧機構により揺動する。最大高低差は2m。
1990年に大阪府大阪市で開催された国際花と緑の博覧会に『ドルアーガの塔』とともに出展された。この時は全ての映像をリアルタイムで生成していた。1992年にナムコ・ワンダーエッグ（東京都世田谷区）へ移設する際に、先に稼動しているGM-16同様、背景はあらかじめ作成された映像をレーザーディスクで流し、そこに敵機やビームなどインタラクティブ性のある部分を合成する方式に変更された。2000年末に同所が閉園したため解体・廃棄された。一部の部品などは保存されているが、散逸している。
2号機が1993年に神奈川県横浜市のナムコの大型ゲームセンター「プラボ鶴見店」に設置された。店舗がロードサイドにあり大型のギャラクシアン3の搬入が難しいため、ギャラクシアン3を入れてから建物を作っていくよう進めたという。改装のため1997年に解体・廃棄されており、2号機の各種パーツなどの一部は、チャリティーオークションに出品され、売上は福祉団体に寄付された。
テーマパークのアトラクションという性質上、施設内外ではUGSF軍兵士に扮した係員の芝居が見られ、待ち時間にはゲーム概要の説明とUGSFのIDカードを模した搭乗整理券を手渡される。これはアトラクション入場時に回収される。
ゲーム開始前に行われる作戦説明（ブリーフィング）映像中に登場する「暗号解読コード」がシナリオ毎に異なっていてバージョン表示を兼ねており、花博版は「M8774B」、改良版が「M8774D」となる。
キャノンシード内のスパークビットを制限時間内にすべて破壊できない場合、緊急脱出の後に作戦失敗のナレーションが入り地球が破壊されるバッドエンディングとなる。首尾よく破壊した場合はグッドエンディングとなり、緊急脱出の後に作戦成功のナレーションと共に基地に着き、勇士たちの活躍を褒め称えられる。
28人同時にプレイするため、どうしてもシートによって演出や攻撃目標に差がでた。なかでも大事な場面で高得点の敵が正面に来る、26番前後のシート、次いで3番前後のシートが最も高成績を出しやすいと評判だった。稼動後期には毎回進行方向が変わりドラグーンの着座位置がランダム化され、シートの奪い合いという問題は解消された。
得点の表示はないが、成績がAからEの5段階で各プレイヤーのコンソールに表示される。特に優秀だった上位3名には座席前のスクリーンに金・銀・銅の勲章が表示されスタッフから拍手が贈られた。またワンダーエッグでの営業後期には、金勲章（1位）を獲得したプレイヤーには帰り際に金勲章をプリントしたステッカーが授与された。
コンソール画面の表示はMSXで開発されている。

### 16人版（GM-16）
基本的な構造や演出は28人版とほとんど同じである。ただし、フロア全体が揺動するのではなく、プレイヤーの乗っている部分が2名分ずつの単位で動く簡易版で、座席の可動範囲も狭い。油圧機構を使用していないため、GH-28に比べれば設置のための制約は少ない。
1991年10月1日に大阪市中央区のプラボ千日前店のオープンと共に設置されたのを始めとして、日本国外も含め数ヶ所に設置された。
なお、プラボ千日前店以外では、国内では神奈川県相模原市のジャスコショッピングセンター古淵、兵庫県姫路市の姫路セントラルパーク、大阪府泉南市の泉南スカイシティに存在した。海外では台湾での稼動が確認されており、その他の地域にもあったという未確認情報もある。
ショッピングセンター古淵におけるロケーションにおいて、同店限定のUGSFピンズバッヂが作成され、作戦成功時に上位3名に対してピンズバッヂが先着300名に配られた。デザインはランキング1位プレイヤー画面に表示された金の勲章を模したカラーデザイン。数少ないUGSFグッズの中で唯一、入手機会に恵まれたオフィシャルグッズでもある。
シナリオのバージョンは「M8774C」。

### 6人版（シアター6：GT-6）

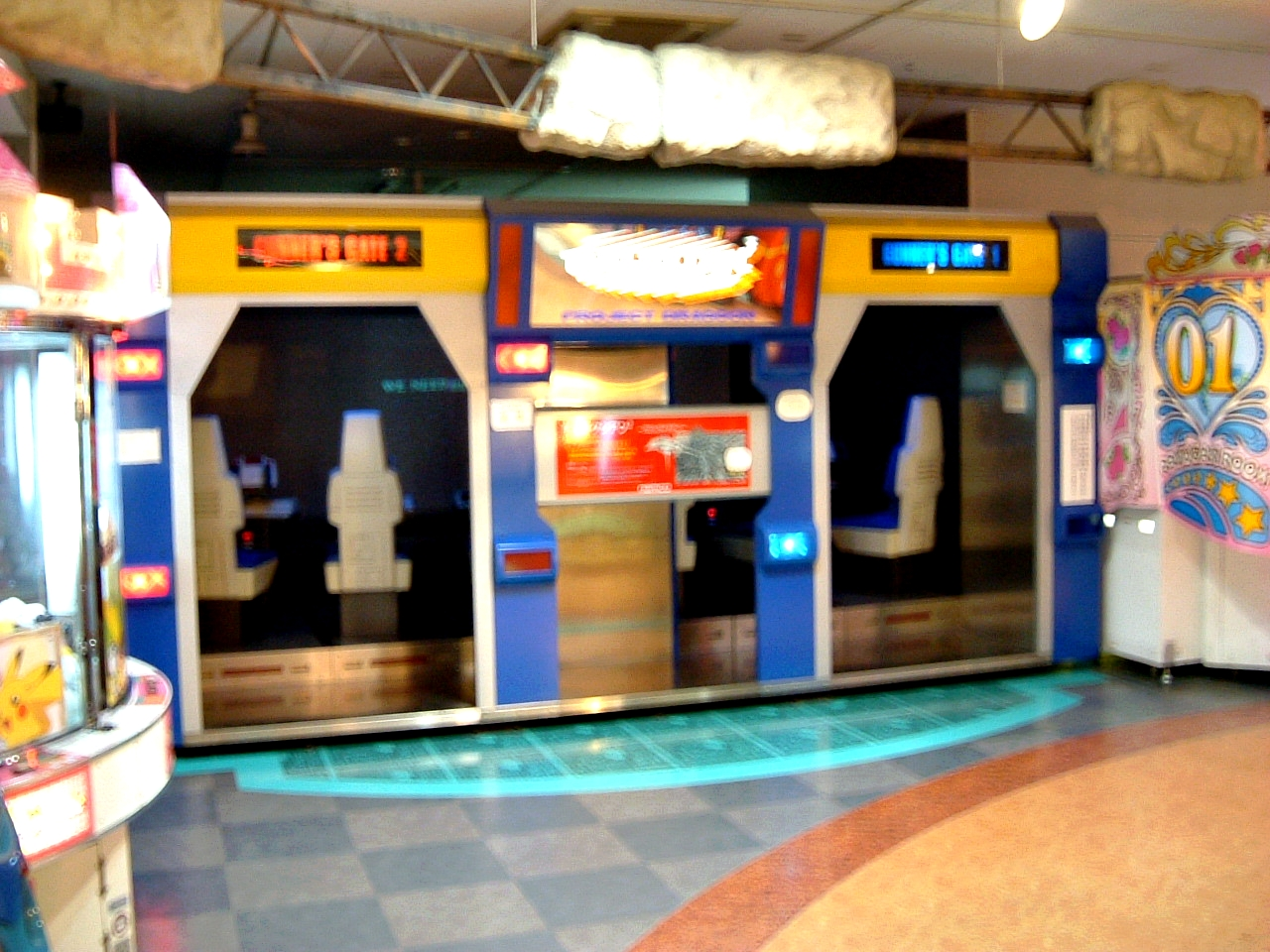
『ギャラクシアン^{3}』シアター6

1993年3月に発売。価格はおよそ1200万円。初期ロットの3台が札幌（プラボ帝国座）、津田沼（プリッズサンペデック）、京都に設置。
設置されていた店舗としては、プレナ幕張（千葉市）、ギャレッソ津田沼店（船橋市）、蒲田IMON BOWL（東京都大田区）、プレイシティキャロット（仙台店）などがある。
ゲームセンターに設置できるよう5m四方のサイズに収められており、3管式120インチプロジェクター2台によって投影される壁面のスクリーンに向かって横一列に並んで座る。周囲はほぼパーティション（壁）で覆われており独立した部屋状になっている。座席は揺動しない。
ゲーム自体のハードウェア、ソフトウェアに関しては、ゲーム部分と映像には世界観を共有した本作と同じシリーズ作品の一つでもある『スターブレード』などでも採用されていたシステム基板SYSTEM21を使用。背景映像部分にはレーザーディスク（LD）が別途で使用されていた。
本作は『スターブレード』に続く、ナムコの3DCGを採用したアーケードゲームのガンシューティングの2作目であった（第3弾が後述する本作の続編の『ギャラクシアン3 アタック オブ ザ ゾルギア』、第4弾が1996年稼働開始の『タイムクライシス』）。
日本国内外に多数設置されたが、2010年2月に日本国内で営業運用としては最後の一台とされている筐体（愛知県西尾市のショッピングセンター『おしろタウンシャオ』内にあるゲームセンター『ムー大陸』内で稼動）が故障を理由に撤去された。しかし、国内数カ所に個人が所有する保存機が原則非公開ではあるが存在しており、2024年現在、埼玉県深谷市にて有志サークル「アーケードゲーム博物館計画」が不定期にプレイイベントを開催している。
業務用の大型タイプではこの6人版のみ、ソフト交換・換装用の続編も発売された。シナリオ（ソフト）には、28人版・16人版と同じ背景設定を持ち、ほぼ同じ進行で構成されている初期版の『PROJECT DRAGOON（プロジェクト ドラグーン）』と、本筐体独自で1994年に発売された、前述の前作から数百年後の世界における巨大生物との戦闘を描いた別シナリオ『Attack of the ZOLGEAR（アタック オブ ザ ゾルギア）』の2種類があるが、『PROJECT DRAGOON』はほぼ全て『Attack of the ZOLGEAR』に換装されている。『Attack of the ZOLGEAR』はルート選択の要素が追加され、多数決によって決まる。それにより違った展開を見せ、結末も変化する。ゲーム性はこちらのほうが増しているが、その分難易度も上昇している傾向がある。『PROJECT DRAGOON』は後述するプレイステーション版にて後に移植されたが、『Attack of the ZOLGEAR』は2019年現在、家庭用には移植されていない。また『Attack of the ZOLGEAR』はSYSTEM21基板で発売された最後のゲームとなった。
シナリオのバージョンは『PROJECT DRAGOON』が「M8774E」、『Attack of the ZOLGEAR』が「M9083D」。

### PlayStation版

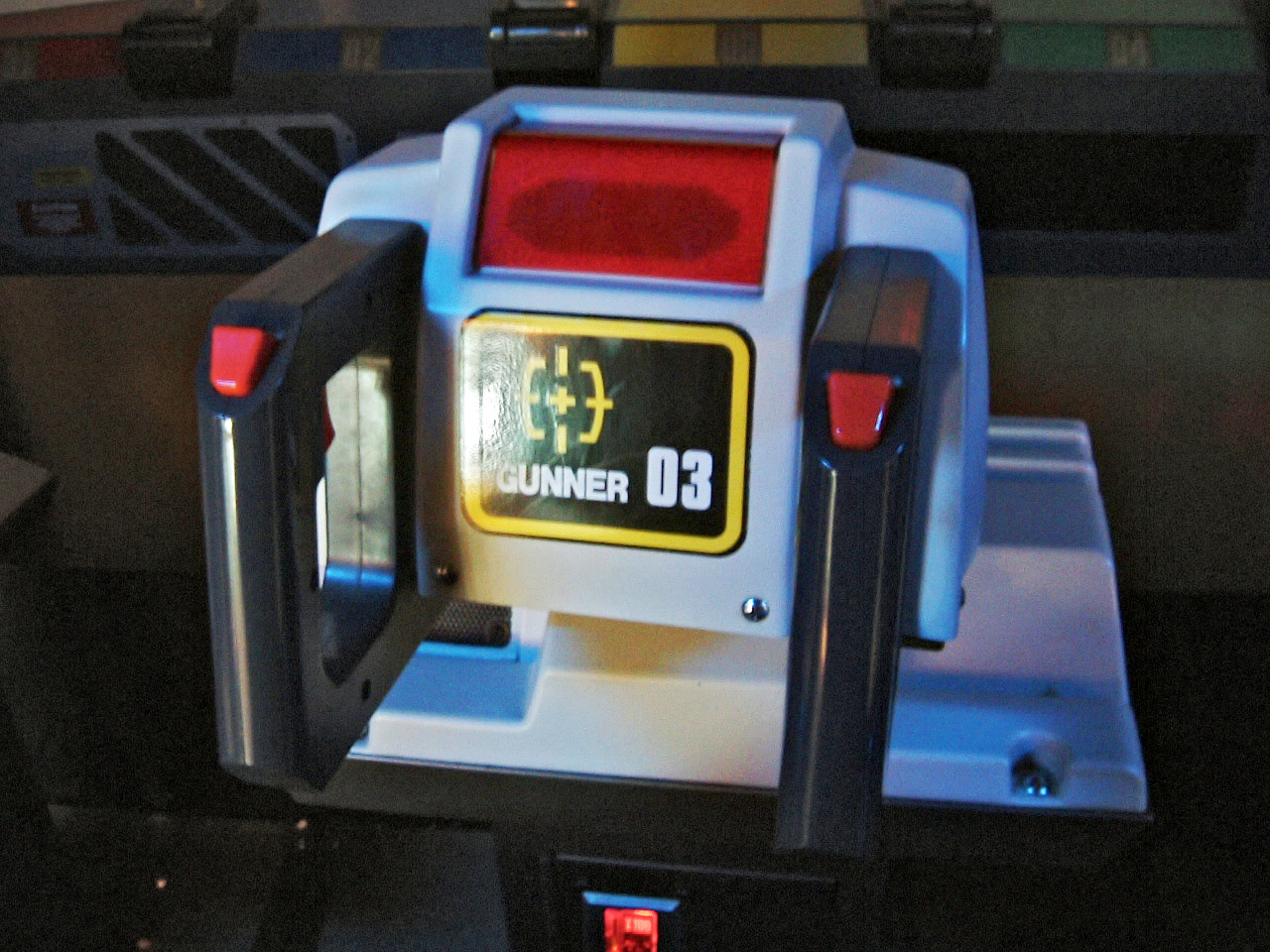
アーケード版のコントローラ

1996年4月26日発売。6人版『PROJECT DRAGOON』をPlayStation用に移植したもので、マルチタップを使用することで最大4人まで同時にプレイできる。また、本作独自の新規オリジナルシナリオ『THE RISING OF GOURB（ライジング・オブ・ガーブ…ガーブの目覚め）』が同時に収録されている。
背景はプリレンダリングムービーで再生しており、敵や破壊可能なオブジェクトはアーケード版同様、リアルタイムレンダリングで生成、処理していた。
コントローラは標準コントローラ以外にも、アナログジョイスティックやマウス（PS専用）やネジコンにも対応しており、アナログジョイスティックはガングリップを模した操縦桿の形をしていたため、対応コントローラの中ではもっともアーケード版に近い操作感で操作が可能だった。またマウスを用いれば、慣れが必要とはいえ瞬時に照準移動を行える。ちなみに本作はアナログジョイスティックと同時発売で、対応ソフト第1弾でもあった。
シナリオのバージョンは「PROJECT DRAGOON」が「M8774E」、「THE RISING OF GOURB」が「M8805F」。
2014年2月12日よりゲームアーカイブスにて配信開始。

## 評価
PS版は電撃PlayStationDPSソフトレビューでは70、65、55、60の250点。レビュアーはムービーや演出は文句なし、プレイデータをミッションに参加させられるのが素晴らしい、マウスやアナログスティック対応なのは○、オプションで細かい設定が可能なのに好感、スターブレードより出来が良くマルチプレイ可能なゲームとしてはイケてるが、AC版での迫力はなく大型筐体であることが面白さに繋がる部分が大きかったと再認識、中央にスクリーンの合わせがあるのはあえてのことだと思うがきちんと繋がったモードが欲しかった、1人プレイでは難しく2人以上やガンナーを装備すると楽にクリアできるがムービー含めて10分程度でクリアできてしまう難易度、2本立てだがモードが少なく今一つだとした。

## 筐体ごとの特長

### 28人版
- 建築基準法における遊戯施設の分類では「海賊船」の区分に属していた[要出典]。
- 1992年にナムコ・ワンダーエッグを訪れたトム・クルーズが購入を検討しかけたという逸話がある[要出典]。

### シアター6

#### 28人版との違い
- 画面上方には各プレイヤーの得点と、全プレイヤー共通の防御シールド（ライフ）ゲージが表示される。シールドは被弾すると減少し、0になってから被弾すると作戦途中でもゲームオーバーになる（ライフ0でも最後のスパークビットまで作戦継続できる設定にも切替可能）。アイテムなどで回復することはない。
- ゲームの進行には直接関わりはないが、GT6版ではドラグーンの他にドラグーンの護衛戦闘機隊「ホークチーム」が同行し、ホークリーダーおよびホーク1 - 3までの合計4機のジオソードクラスの攻撃力を持つ強力な戦闘艇が援護に着きキャノンシード突入寸前まで同行、効果音のバックに彼らの寸劇のような無線交信が交わされている[注 4]。
- 敵弾にはプレイヤーのビームで破壊可能なものと破壊不可能なものがある。敵機の出現位置・攻撃はほぼパターン化されているため、ビームで相殺できない攻撃を行う敵の出現場所を記憶して、被弾する前に破壊することが求められる。
- キャノンシード突入後メインルートのゲートが閉まり、ダクトから中に侵入。そのため28人版・16人版ではドラグーンの周りを回転するスパークビットを倒すが、6人版ではコアを中心に回転するスパークビットを回転の外から狙う。
- 作戦成功時にキャノンシードから脱出する映像と、失敗時にキャノンシードからレーザーが発射され地球が破壊される映像が追加されている。

#### 初期のロケーション店舗
発売直後、北海道札幌市のプラボ帝国座、千葉県習志野市のプリッズサンペデックなどナムコ直営店3箇所に設置され当時のゲームセンター業界に一石を投じた。その後、設置店舗が増えナムコから営業用販促ツールが販売され、全国各地で同機を使った積極的なゲーム大会が行われた。
中でも最初に設置されたプリッズサンペデック津田沼では、店舗の天井が筐体の高さより低かったため、天井を貫通させてまで強引に設置し、「閉店するまで撤去できない可能性がある」とまでといわれた。また、全国で唯一同作品の開発資料展が開催され貴重な造型モデルや、ラフスケッチ、デザイン資料などが多数展示された。その後、同店が改装するにあたり一時閉店となり、その際に撤去された。

#### 改造筐体や稼働の際の逸話など
東京蒲田のコスモでは、続編シナリオ『アタック オブ ザ ゾルギア』が発売され当店も入荷したものの、前作シナリオ『プロジェクトドラグーン』も残したかったがために、2作品の切り替えを迅速に行うための切り替え装置が独自に開発・追加で接続され、スイッチを切り替えてLDを交換するだけでシナリオ変更が可能になっていた。このため『アタック オブ ザ ゾルギア』発売後ではそれへの換装が全国的に進んだ中で数少ない、『プロジェクトドラグーン』が遊べた店舗でもあった。
千葉県市原市のプラボ市原では、店員私物のウーファーを期間限定で設置し、低音が身体に響く特別仕様で営業された。
千葉県千葉市のタカラ島では、設置の際に同社社員がメンテナンスボックスの鍵を紛失したため、メンテナンスボックスにガムテープを貼り付けて営業していた。

#### 今後も稼動を維持するにあたっての問題点
修理サポート自体の終了
バンダイナムコアミューズメントのアーケードゲームのメーカー修理サポートは、バンダイナムコアミューズメントと取引がある法人（店舗運営会社、筐体レンタル業者、中古筐体販売業者）所有の筐体に限定されており、個人が所有する筐体やバンダイナムコエンターテインメントと取引がない法人が所有する筐体はメーカー修理サポートを受けることはできない（これらの筐体はバンダイナムコアミューズメントと取引がある法人を経由してメーカー修理サポートを受けることになる）。さらにバンダイナムコエンターテインメント（当時）は2015年7月に、発売から7年以上経過したタイトルの修理サポートを順次終了することを発表し、アフターサービスを担当する子会社のバンダイナムコテクニカは、2017年10月に修理サポートを終了したことを発表した。このため、法人側であったとしても、バンダイナムコテクニカに修理を依頼した場合、全部品の修理を受けることは不可となっている。
プロジェクターの寿命
稼動開始から年月が経っており、各自での補修部品の入手が困難になっている。さらに前項の通りバンダイナムコテクニカにおける修理も受けられない。
近年普及している液晶式プロジェクターでは、液晶特有の遅延がゲームに重大な影響を及ぼすために使用できないとされる。
背景上映用レーザーディスク（ソフト、プレイヤー）
すでに製造元のバンダイナムコアミューズメントにも原盤はなく、新たに入手することはできないとされる。
上映用のレーザーディスクプレイヤーはパイオニア製の業務用だが、すでに製造打ち切りとなっており、補修パーツの保持期限を過ぎているため、前述の通りバンダイナムコテクニカにおける修理対応は不可となっている。
なお、この問題については上述のアーケードゲーム博物館がレーザーディスクの背景動画をデータ化しHDD再生することで2013年頃より独自解決した事例がある。

## オフィシャルグッズ

### CD
- FINALLAP 2 -G.S.M.NAMCO 3-

ポニーキャニオン PCCB-00040、1990年9月21日発売、60分8秒
- Namco Game Sound Express VOL.6 STARBLADE / GALAXIAN3 PROJECT DRAGOON

ビクター音楽産業社 VICL-15009、1992年3月21日発売、23分8秒
- Namco Game Sound Express VOL.12 GALAXIAN3 PROJECT DRAGOON THEATER6

ビクターエンタテインメント社 VICL-15026、1994年5月21日発売、23分12秒
- Namco Game Sound Express VOL.16 GALAXIAN3 ATTACK OF THE ZOLGEAR

ビクターエンタテインメント社 VICL-15035、1994年10月21日発売、23分13秒

### LD
- THEATER6 GALAXIAN3 PROJECT DRAGOON / ATTACK OF THE ZOLGEAR

ビクターエンタテインメント社 VILL-101、1995年3月24日発売、SIDE-1 22分20秒 / SIDE-2 28分28秒

### VHS
- THEATER6 GALAXIAN3 PROJECT DRAGOON / ATTACK OF THE ZOLGEAR

ビクターエンタテインメント社、1995年3月24日発売、51分

### 大会、プライズ景品、ユニフォームなど
- シアター6が発売された直後、販促ツールとして紺色にナイロン地の『ギャラクシアン3』ロゴ入りスタッフジャンパーが用意され、ゲーム大会などの景品として提供された。
- ショッピングセンター古淵で作戦成功時に配布されたエンブレムピンズバッヂ以外に、プライズ用景品として販売されたナムコゲームシリーズにおいて、ドラグーンのミニフィギュアが存在している。
ナムコ直営店、ナムコ・ナンジャタウン内におけるプライズ景品として使用されたため、ナムコ直営店以外では出回らなかった。
- ナムコワンダーエッグにおける後期営業において、作戦成功時の参加者にエンブレムシールが配布された。
- 1990年開催の花と緑の博覧会で初営業時に、係員が統一したユニフォームを着用するとして「PROJECT DRAGOON」のワッペン付き長袖緑シャツと背中に大きなロゴの入った袖の取り外し可能な赤ジャンパーが制作された。
- その他、アタックオブザゾルギア発売時には、体験キャンペーン用として販促ツールが用意され、スクラッチを削って当選すると無料で1回体験できた。

## 関連作品
- ギャラクシアン3 プロトタイプ - 1990年10月03日第28回アミューズメントマシンショーに参考出展された試作版。後の『スターブレード』になる。
- スターブレード - 背景設定を踏襲して1人用にアレンジされたもの
- スターブレード オペレーション・ブルー・プラネット - 2001年9月の第39回アミューズメントマシンショーにて試作筐体「O.R.B.S」の参考出展作品として開発展示（動画リンク）
- New Space Order - ゲーム中の民主連邦（U.G.）に登場する攻撃兵器としてドラグーン、また神聖宗教国の惑星攻撃兵器としてゾルギアが登場する。
- バウンティハウンズ - 共通の背景設定を持つPSP専用アクションゲーム。ゾルギアも登場する。
- スターイクシオン - 使用機体にドラグーンJ2とCOMMANDモードにてゾルギアが出現する。